# Eriopyga phaeostigma
Eriopyga phaeostigma är en fjärilsart som beskrevs av Druce 1908. Eriopyga phaeostigma ingår i släktet Eriopyga och familjen nattflyn. Inga underarter finns listade i Catalogue of Life.